# Älmhult (gemeente)
Älmhult is een Zweedse gemeente in de provincie Kronobergs län. Ze heeft een totale oppervlakte van 983,3 km² en telde 17.000 inwoners in oktober 2017.
Twee gebeurtenissen gaven Älmhult wereldwijd enige bekendheid:
- Natuuronderzoeker Carl Linnaeus werd in 1707 geboren in Råshult, een gehucht in de gemeente Älmhult.
- Ingvar Kamprad opende in 1943 de eerste IKEA-vestiging in de plaats Älmhult.

## Plaatsen
| # | Plaats     | Inwoneraantal |
| - | ---------- | ------------- |
| 1 | Älmhult    | 9.538         |
| 2 | Diö        | 935           |
| 3 | Liatorp    | 524           |
| 4 | Eneryda    | 328           |
| 5 | Delary     | 201           |
| 6 | Häradsbäck | 173           |
| 7 | Hallaryd   | 155           |
| 8 | Göteryd    | 70            |